# Ruske mučilnice v Ukrajini
Rusija je v invaziji na Ukrajino leta 2022 okupirala več regij. Po uspešni ukrajinski protiofenzivi v Harkovski oblasti septembra 2022, ki je ruske okupacije osvobodila večino ozemlja te oblasti, so bile odkrite mučilnice, ki jih je uporabljala ruska vojska v času okupacije. Mučilnice so bile odkrite tudi po osvoboditvi dela Hersonske oblasti ter o njih se je poročalo tudi iz Zaporoške oblasti. Najdeni so bili tudi dokazi o mučenju otrok.

## Na območjih osvobojenih septembra 2022
V mestu Balaklija, ki je bil okupiran 6 mesecev, so preiskovalci odkrili obsežne dokaze o vojnih zločinih ter mučenju. Ruska vojska je med okupacijo zgradbo »BalDruk« (ime po založbi, ki je tam pred vojno imela pisarne) uporabljala kot zapor in mučilnico. Kot mučilnica je bila uporabljena tudi stavba policijske postaje v bližini. V teh dveh stavbah je bilo med okupacijo mučenih okoli 40 ljudi. Mučenje je potekalo z različnimi oblikami nasilja, med drugim z elektriko, pretepanjem ter pohabljanjem. En izmed zapornikov, ki je bil aretiran zaradi slike brata v uniformi ukrajinske vojske, je poročal, da je slišal krike skozi stene svoje celice. Več zapornikov je zaradi posledic mučenja umrlo.
V mestu Dergači je predstavnik lokalnih oblasti poročal, da je bilo več mladih žensk več dni zapored skupinsko posiljevanih.
Ruska mučilnica je bila po osvoboditvi odkrita tudi v železniški postaji v vasi Kozača Lopan.
V mestu Izjum, so novinarji Associated Press razkrili 10 mučilnic. V preiskavi so ugotovili, da so bili tam rutinsko mučeni tako ukrajinski vojni ujetniki kot tudi civilisti ter da je med mučenjem umrlo najmanj 8 moških.
Januarja 2024 je vodja preiskovalnega oddelka policije v Harkovski oblasti poročal, da je bilo do takrat v oblasti odkritih 28 mučilnic. Vsaj 13 civilistov je zaradi posledic mučenja umrlo, 4 so pogrešani in 4 so še vedno v ruskem ujetništvu. 227 žrtev mučenja je bilo poimensko identificiranih. Treh mučilnic blizu meje z Rusijo zaradi nenehnega obstreljevanja niso mogli preiskati. Največja mučilnica je bila odkrita v mestu Kupjansk. Najpogostejša metoda mučenja je bilo pretepanje ter električni tok. Najmlajša žrtev je bila stara 16 let. Identifiricanih je bilo preko 1000 Rusov, ki so bili vpleteni v mučenje.

### Mučenje s posilstvom v Izjumu
Med okupacijo so v Izjumu ruski vojaki 1. julija aretirali 52-letno žensko in njenega moža. Glave so jima pokrili z vrečami ter ju odpeljali v manjšo lopo, ki je služila kot mučilnica. Ruski zasliševalci so ji povedali, da bodo »s pretepanjem izbili "Ukrajinko" ven iz nje« ter da njenega trupla ne bodo nikoli našli. Nato so jo slekli ter otipavali in govorili, da bodo njene slike poslali njeni družini. Poveljnik ruske enote jo je v treh dneh večkrat posilil, vojaki pa so njenega moža pretepali v garaži v bližini. Posiljevalec je nato svoja dejanja opisoval njenemu možu. Ujetnica se je skušala obesiti, vendar ji ni uspelo. Po tem so jo vojaki začeli mučiti z električnim tokom ter se ob tem smejali. Poveljnik enote je z njenimi bančnimi podatki ukradel sredstva z njenega računa. 10. julija so jo z možem s prevezanimi očmi izpustili na bližnji bencinski črpalki.

## Mučilnice na drugih območjih
Julija 2022 je The Guardian poročal o pričevanju 16-letnika, ki je bil v začetku aprila v mučilnici v Zaporoški oblasti, del katere je okupirala Rusija. Najstnika so aretirali ruski vojaki, ko je poskusil oditi iz okupiranega Melitopola in so na njegovem telefonu odkrili posnetek s socialnih omrežij, na katerem so ruski vojaki izražali negativna stališča do invazije. Zaprt je bil v improviziranem zaporu v mestu Vasilivka. Poročal je, da je videl mučilnice, madeže krvi ter premočene povoje ter slišal krike. Mučenje je potekalo z elektriko in pretepanjem ter je trajalo tudi po več ur.
Po osvoboditvi mesta Herson je bil prav tako odkrit improviziran zapor in mučilnica, ki ga je uporabljala FSB. Po ocenah ukrajinskih oblasti je bilo tam zaprtih več tisoč ljudi. Mučenje so uradniki FSB izvajali med drugim tudi z elektriko. V osvobojenem delu Hersonske oblasti so ukrajinske oblasti odkrile skupaj deset mučilnic, od tega štiri v mestu Herson.

## Otroške mučilnice
Po osvoboditvi Hersona so ukrajinski preiskovalci odkrili ruske mučilnice, namenjene za otroke. Po pričevanjih so otrokom odrekali hrano, dajali vodo le vsak drugi dan ter jim govorili, da so jih njihovi starši zapustili. Otroci so bili tudi prisiljeni čistiti kri bližnjih celicah za mučenje odraslih.
Dokazi o mučenju otrok so bili tudi odkriti v Harkovski oblasti v mestu Balaklija. En izmed otrok je opisal, da so ga rezali z nožem, opekli z razgreto kovino ter ga podvrgli lažnim usmrtitvam.

## Analiza in odzivi
V reviji Time je novinar Peter Pomerantsev komentiral sistemsko naravo mučenja in ugibal, da doslednost metod v različnih regijah pomeni, da je mučenje politika ruske vojske in ne posameznih vojakov, ki to počno iz lastne želje.
Predsednik Ukrajine Volodimir Zelenski je izjavil, da je bilo v osvobojeni Harkovski oblasti odkritih več kot 10 mučilnic ter množična grobišča. Harkovsko regionalno tožilstvo je izjavilo, da so »predstavniki Ruske federacije ustvarili psevdo-organ kazenskega pregona, v kletnih prostorih katerega je bila mučilnica, kjer so bili civilisti podvrženi nečloveškemu mučenju.«
Ukrajinsko tožilstvo je sprožilo preiskavo ruske uporabe mučilnic.